# Stanisław Dubois
Pour les articles homonymes, voir Dubois.

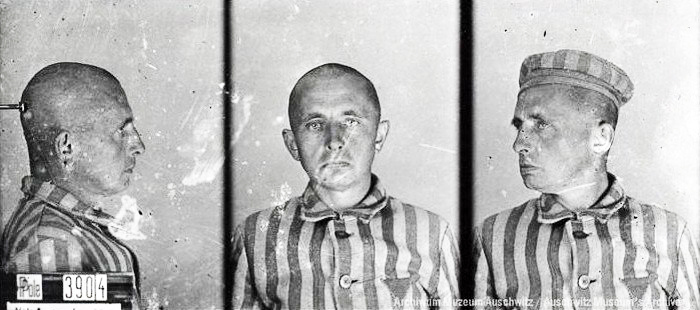
Stanisław Dubois au camp de concentration d'Auschwitz

Stanisław Józef Dubois (9 janvier 1901 – 21 août 1942) est un journaliste et militant politique polonais de la Deuxième République polonaise, membre du Parti socialiste polonais ainsi que de l'Organisation de jeunesse de la Société universitaire ouvrière (Organizacja Młodzieży Towarzystwa Uniwersytetu Robotniczego).

## Biographie
Il s'implique dans des activités indépendantistes et socialistes en tant qu'étudiant au lycée Wojciech Górski à Varsovie. Après la Première Guerre mondiale, il rejoint le Parti socialiste polonais et participe aux soulèvements de Silésie et à la guerre polono-soviétique. Stanisław Dubois est l'un des créateurs des Scouts Rouges ( Czerwone Harcerstwo Towarzystwa Uniwersytetu Robotniczego ). Dans les années 1928-1933, il est membre du parlement polonais Sejm et conseiller à Varsovie à partir de 1938. Stanisław Dubois a été secrétaire à la rédaction du journal Robotnik (« L'ouvrier »). En tant qu'opposant à la Sanation (en), il est accusé en 1930 d'agitation communiste à Lwów et condamné lors du procès de Brest à 3 ans de prison. Il est détenu à la forteresse de Brest et, pendant son emprisonnement, il se présente aux élections législatives polonaises de 1930. Il est libéré le mois suivant.
Son arrière-grand-père, Charles Auguste Dubois, était un officier français de la Grande Armée de Napoléon.

## Seconde Guerre mondiale
Stanisław Dubois participe au mouvement de résistance polonaise pendant la Seconde Guerre mondiale. Il est arrêté en 1940 à Varsovie et transporté de la prison de Pawiak à Auschwitz-Birkenau où, avec Witold Pilecki, il cherche à recueillir des renseignements à l'intérieur du camp. Il est exécuté par les Allemands en 1942.

## Œuvres (sélection)
- Stanisław Dubois, Dzień Młodzieży Robotniczej (Journée de la jeunesse ouvrière) 1927
- Stanisław Dubois, Obrazki z niezbyt odległych okolic (Tableaux de régions pas très lointaines) 1928
- Stanisław Dubois, Przemówienie w związku z pacyfikacją w Małopolsce wschodniej (Discours sur la pacification de l'est de la Petite-Pologne) 1931
- Stanisław Dubois, W czerwonym Borysławiu (En rouge Borysław) 1931
- Stanisław Dubois, Przemówienie przeciwko cenzurze sanacyjnej (Discours contre la censure sanitaire) 1932
- Stanisław Dubois, Przemówienie w dyskusji nad ustawą o szkołach akademickich (Discours lors de la discussion sur la loi sur les écoles académiques de) 1933
- Stanisław Dubois, Pogrzeb Krakowski. Ulica łzami zmyta... (Funérailles de Cracovie. La rue emportée par les larmes...) 1936
- Stanisław Dubois, Nie bardzo podłe miasto Mińsk Mazowiecki jak po oblężeniu (La ville pas très hostile de Mińsk Mazowiecki après le siège de) 1936
- Stanisław Dubois, 300 millions et 200 dollars. Tylko 300 millions. (300 millions et 200 dollars. Seulement 300 millions) 1937
- Stanisław Dubois, Pod ciężkim jarzmem. Mniejszość polska w Niemczech (Sous un joug pesant. Minorité polonaise en Allemagne) 1938

## Hommages
Des rues portent son nom à Białystok, Cracovie, Gdańsk, Kołobrzeg, Łódź, Lublin, Opole, Szczecin, Varsovie, Wrocław...